# Spoor
Spoor es un álbum recopilatorio de la banda Thin White Rope. Fue lanzado en 1994 por Frontier Records y RCA. Contiene el EP Red Sun, varios sencillos y versiones demo de algunas canciones.

## Lista de canciones
Todas las canciones fueron escritas por Guy Kyser excepto donde se marca.
1. "Town Without Pity" – (Tiomkin/Washington)  (También en "Red Sun")
2. "Red Sun (Original Version)" (También en "Red Sun")
3. "The Man With The Golden Gun" – (Barry)  (También en "Red Sun")
4. "They're Hanging Me Tonight" – (Low/Wolpert)  (También en "Red Sun")
5. "Some Velvet Morning" – (Hazlewood) (También en "Red Sun")
6. "Ants Are Cavemen" –  (De Sub Pop 7")
7. "Little Doll (Live)" –  (Alexander/Asheton/Asheton/Osterberg)  (De Sub Pop 7")
8. "Outlaw Blues" –  (Dylan)
9. "Burn The Flames" –  (Erickson) (De la compilación "Where The Pyramid Meets The Eye")
10. "Eye" – (The Poster Children) (Sencillo)
11. "Skinhead (Live)" (Sencillo)
12. "Tina And Glen (Demo)"
13. "Munich Eunich (Demo)"
14. "God Rest Ye Merry Gentlemen (Live)" –  (Traditional)
15. "Here She Comes Now (Demo)" –  (Morrison/Cale/Tucker/Reed)